# Łasica (Białoruś)
Łasica (biał. Ласіца; ros. Ласица) – wieś na Białorusi, w obwodzie witebskim, w rejonie postawskim, w sielsowiecie Wołki.
Siedziba parafii prawosławnej pw. Opieki Matki Bożej.

## Historia
W czasach zaborów miasteczko i folwark leżały w gminie Norzyca, w powiecie wilejskim w guberni wileńskiej Imperium Rosyjskiego.
W dwudziestoleciu międzywojennym wieś, kolonia i majątek leżały w Polsce, w województwie wileńskim, w powiecie duniłowickim (od 1926 postawskim), w gminie Norzyca. We wsi była siedziba gminy Norzyca.
Według Powszechnego Spisu Ludności z 1921 roku zamieszkiwało:
- wieś – 9 osób, wszystkie były wyznania prawosławnego. Jednocześnie 6 mieszkańców zadeklarowało białoruską przynależność narodową a 3 inną. Były tu 2 budynki mieszkalne[5]. W 1931 w 7 domach zamieszkiwało 46 osób[6].
- folwark – 35 osób, 10 było wyznania rzymskokatolickiego a 25 prawosławnego. Jednocześnie 246 mieszkańców zadeklarowało polską przynależność narodową a 11 białoruską. Było tu 5 budynków mieszkalnych[5]. W 1931 w 5 domach zamieszkiwało 48 osób[6].
- kolonię – w 1931 w 9 domach zamieszkiwało 68 osób[6].

Wierni należeli do parafii rzymskokatolickiej w Duniłowiczach i miejscowej prawosławnej. Miejscowość podlegała pod Sąd Grodzki w Duniłowiczach i Okręgowy w Wilnie; mieścił się tu urząd pocztowy który obsługiwał znaczną część gminy Norzyca.
W 1938 roku miejscowość należała do gromady Łasica gminy Norzyca.
Po agresji ZSRR na Polskę w 1939 roku wieś znalazła się w granicach BSRR. W latach 1941–1944 była pod okupacją niemiecką. Następnie leżała w BSRR. Od 1991 roku w Republice Białorusi.
Do 1960 miejscowość była siedzibą sielsowietu Łasica.

## Zabytki
- cerkiew prawosławna pw. Opieki Matki Bożej z 1830 roku, parafialna